# Gobius ehrenbergii
Gobius ehrenbergii es una especie de peces de la familia de los Gobiidae en el orden de los Perciformes.

## Morfología
Los machos pueden llegar a alcanzar los 11 cm de longitud total.

## Distribución geográfica
Se encuentra desde el Mar Rojo hasta el norte de Mozambique, Fiyi, el sur de Taiwán, Nueva Caledonia y Tonga. 

## Observaciones
Es inofensivo para los humanos. 